# アルベルト・ボルマン
アルベルト・ボルマン（Albert Bormann, 1902年9月2日 - 1989年4月8日）は、ドイツの政治家。アドルフ・ヒトラーの個人秘書。最終階級はNSKK中将。党官房長を務めたマルティン・ボルマンの実弟。

## 来歴
プロイセン王国ザクセン州（現在のザクセン＝アンハルト州）のハルバーシュタット近郊のヴェーゲレーベンで、郵便局員テオドール・ボルマンの次男として生まれる。姉兄には、テオドールの前妻ルイーズが生んだイルゼとヴァルター、母アントニエが生んだマルティンがいる。
1922年に銀行に就職する。1927年には国民社会主義ドイツ労働者党に入党し、突撃隊に参加する。1929年から1931年まで、マルティンが管区指導者を務めていたテューリンゲンで、ヒトラーユーゲントの指導者を務める。1931年4月からは党救済基金部門に配属され、10月には総統官房に異動し、ヒトラーと党関連団体との取り次ぎを担当した。アルベルトは目立つことを避け、自身の行動は常に公益のためであり、地位を私的濫用していないと信じていたという。また、この頃にフィリップ・ボウラーと友好を結んだ。
1934年からはヒトラーの秘書として仕え、突撃隊大佐に昇進し、間もなく総統官房において主要幹部の一人としてヒトラーの事務を処理するようになる。1938年ドイツ国会選挙では西ベルリン選挙区から選出されて国会議員になった。
アルベルトはヒトラーから有能で信頼できる人物と評価され、人事にも影響を及ぼすことがあったため、ヒトラーの側近の座を巡り兄マルティンとは対立関係にあった。アルベルトの妻はドイツ系ハンガリー人であったが、マルティンはドイツ系ではないという噂を流した。兄弟仲は険悪であり、会議で同席することがあっても、互いに会話を交わすことはなかった。
1945年4月21日、連合軍がベルリンに迫ると、ヒトラーの命令によりベルリンから脱出し、オーバーザルツベルクのベルクホーフに向かい、彼の個人的な書類を処分する。ドイツ降伏後は農場で働きながら潜伏していたが、1949年4月に出頭して逮捕された。非ナチ化裁判で6か月の重労働刑の判決を受け、釈放後はミュンヘンに住んだ。
1989年4月8日にミュンヘンで死去。終生兄マルティンのことを嫌い続け、戦後にナチ党時代についての取材を受けた際にも、彼のことを話題にすることを避けていた。

## 栄典
- 黄金党員名誉章
- 党勤続章
  -  勤続10年銅章
  -  勤続15年銀章
- 党古参闘士名誉章
- 突撃隊体力検定章
  - 銅章
- 国家体力検定章（ドイツ語版）
  - 銀章
- 1938年3月13日記念メダル
- 1938年10月1日記念メダル（飾板付）